# ميخائيل دالكويست
ميخائيل دالكويست (بالإنجليزية: Michael Dahlquist)‏ هو طبال أمريكي، ولد في 22 ديسمبر 1965 في سياتل في الولايات المتحدة، وتوفي في 14 يوليو 2005 في سكوكي في الولايات المتحدة.

## وصلات خارجية
- ميخائيل دالكويست على موقع ميوزك برينز (الإنجليزية)